# Вила (грађевина)
Вила (лат. villa — „сеоска кућа”; деминутив од vicus — „село, заселак”) је тип античке римске куће за становање подигнуте у приградској зони или у природи. Вила је оригинално била куће за одмор више класе у античком Риму. Од доба својих почетака у виду римске виле, идеја и функција виле су у знатној мери еволуирали. Након пада Римске републике, виле су постале мали фармерски објекти, који су у све већој мери бивали утврђени током касне антике, а понекад су биле пренете у црквену својину, где су коришћене као манастири. Затим су оне почеле да постепено даље еволуирају током средњег века у елегантне сеоске куће више класе. Од 19. века термин ’вила’ се користи као општи назив за слободностојеће куће за становање у приградској зони. У модерном говору, ’вила’ се може односити на разне типове и величине стамбених објеката, у опсегу од пригратских полуодвојених двоструких вила до резиденција на споју дивљине и урбане средине.

## Римска вила
У Римском царству виле су служиле као куће за одмор у којима су власници, припадници виших друштвених слојева, повремено обитавали. То су били репрезентативни објекти раскошног ентеријера (зидне слике, плиткорељефна зидна декорација изведена у штуку, камена оплата, скулптуре, подови у мозаику), окружени уређеним двориштем и вртом са базенима, фонтанама, колонадама, скулптурама и бујним растињем, као и помоћним објектима. Овакви комплекси могли су се простирати на површини од неколико квадратних километара. Будући да су служиле као уточиште од летњих врућина, римске виле су често подизане на брдовитом терену (брда у околини Рима и у Напуљском заливу), који је диктирао диспозицију објеката унутар комплекса и начин уређења врта, дајући целини живописан карактер (нпр. Јупитерова вила, једна од дванаест вила које је цар Тиберије подигао на острву Каприју, 1. век).
Према писаним изворима и археолошким истраживањима, постојала су два основна типа римске виле: villa urbana, летњиковац који се налазио недалеко од већег урбаног центра и по својој унутрашњој организацији и функцији одговарао градској кући; и villa rustica, пољопривредно имање које је, поред репрезентативног стамбеног објекта, обухватало и штале, винске подруме, оставе и друге помоћне објекте, винограде и воћњаке; послуга која се бавила пољопривредним радовима била је стално насељена на имању, док је његов власник ту тек повремено боравио.
Виле су подизане на читавој територији Римског царства – од Британије и Шпаније до Блиског истока, а цареви и богати римски патрицији поседовали су по неколико вила на различитим локацијама. Највећа и најраскошнија римска вила била је она коју је у 2. веку (118–130) цар Хадријан подигао у Тиволију (недалеко од Рима). Смештен на пространој заравни у подножју брда, комплекс је обухватао палате, зграде за смештај гостију, библиотеку, терме и два позоришта. Из нешто ранијег периода су и раскошне виле Плинија Млађег Лаурентин и Тусци.
- Макета римске виле
- Villa Urbana
- Villa Rustica
- Остаци Јупитерове виле на Каприју
- Реконструкција Јупитерове виле на Каприју
- Остаци Тиберијеве виле у Сперлонги
- Остаци Хадријанове виле у Тиволију
- Реконструкција римске виле у Алменари, Шпанија
- Остаци римске виле у Армири, Бугарска
- Реконструкција римске виле у Армири, Бугарска

## Вила у средњем веку
С најездом варвара, у 4. и 5. веку, виле су углавном напуштене, опљачкане и разорене. Око оних које су опстале током наредних векова развила су се утврђења или манастири.

## Ренесансна вила
Концепт римске виле као места које кроз склад архитектонских квалитета изграђених објеката и естетских вредности природног окружења треба да омогући пријатан одмор, оживљава у Италији у 15. и, нарочито, у 16. веку. Ренесансна вила је резултат свесног покушаја реконструкције и реинтерпретације римске виле на основу података које су оставили Плиније Млађи и Витрувије и сачуваних (Неронова Domus aurea) и откопаних остатака античких грађевина (археолошка ископавања Хадријанове виле у Тиволију започета су у 16. веку) подражавањем архитектонских склопова и унутрашње декорације (гротеске и штукатура). Вила Мадама (Рафаел, Ђулио Романо и Антонио да Сангало, око 1520) у Риму представља карактеристичан пример једног таквог покушаја реконструкције. С друге стране, због погрешних тумачења која неминовно проистичу из недовољно јасних литерарних описа давно несталих грађевина, недовољне истражености археолошких остатака, али и због аутентичних креативних потенцијала које свака епоха носи, сви слични покушаји дали су у крајњем исходу потпуно нова решења – као што је улазни портик у облику прочеља античког храма на фасадама вила које је пројектовао Андреа Паладио (Villa rotonda, 1550; Вила Фоскари, 1560).
Ренесансна вила тежи строжој симетрији, а та тенденција се запажа и у основи грађевине и на њеним фасадама. Већа пажња се поклања уређењу врта, док у декорацији ентеријера све важнију улогу добија савремени концепт илузионистичког сликарства (Балтазаре Перуци, Сала погледа, Вила Фарнезина у Риму, 1515; Ђулио Романо, Сала гиганата, Palazzo del Te у Мантови, 1525–1534).
Ренесансне виле се такође могу сврстати у два основна типа: репрезентативне виле са вртовима, које у околини Рима (Тиволи и Фраскати) и других градова подижу богати црквени великодостојници (Ђакомо Бароци да Вињола, Бартоломео Аманати, Вила Ђулија – вила папе Јулија II, око 1551–1555), или племићи; и виле у склопу великих пољопривредних имања, које спајају функцију места за одмор и независног сеоског домаћинства (Ђулијано да Сангало, Вила Медичи, Пођо а Кајано, 1490).
- Ђулијано да Сангало, Вича Медичи, Пођо а Кајано
- Балтазаре Перуци, Сала погледа, Вила Фарнезина, Рим
- Рафаел, Ђулио Романо и Антонио да Сангало, Вила Мадама, Рим[18]
- Вила Мадама, Рим[18]
- Вила Медичи, Рим (1544)
- Ђакомо да Вињола, Бартоломео Аманати, Вила Ђулија, Рим
- Вила Ђулија, Рим
- Андреа Паладио, Вила Годи, Венето
- Андреа Паладио,Villa rotonda, Виченца
- Андреа Паладио, Вила Фоскари, околина Венеције

## Вила у 17. и 18. веку
Захваљујући Паладијевом делу Четири књиге о архитектури (I quattro libri dell'architettura, 1570), паладијански концепт виле, који је подразумевао грађевину централног плана (понекад колонадама повезану са симетрично постављеним помоћним зградама), јасну диференцијацију три нивоа (подрум или ниско приземље, piano nobile до ког се долази спољним степеништем, и нижи мезанин) и лођу са три лучна отвора или портик са стубовима и троугластим забатом као доминантан мотив на фасади, стекао је велику популарност широм Европе, а у Енглеској и САД је, захваљујући делатности Инига Џонса (Краљичина кућа, Гринич, 1616) и живом интересовању за Паладијеву архитектуру у 18. веку, усвојен као прототип слободностојеће куће у оквиру имања ван урбане зоне.
- Иниго Џонс, Краљичина кућа, Гринич
- Краљичина кућа, Гринич
- Краљичина кућа, Гринич
- Ричард Бојл, ерл од Берлингтона, Кућа Чизик, Лондон (1729)
- План врта око Куће Чизик

## Вила у 19. и 20. веку
Од 19. века термин вила се користи као општи назив за слободностојеће куће за становање у приградској зони или куће за одмор.
Током друге половине 19. века у Немачкој се граде тзв. колоније вила (Villenkolonien), односно стамбена насеља која чине велике куће и палате (Лихтерфелде Вест у Берлину). У то време, богати индустријалци почињу да граде резиденције чија је архитектура инспирисана стиловима претходних епоха (Вила породице Ротшилд у Кенигштајну). Током 20. века богати индустријалци ангажују познате архитекте модернизма да за њих пројектују такве виле (Вила Савоја, Ле Корбизије; Вила Маиреа, Алвар Алто; Вила Тугендхат, Лудвиг Мис ван дер Рое).
Са развојем туризма, крајем 19. и почетком 20. века, развија се посебан тип туристичких објеката у форми луксузних слободностојећих кућа (бањске и приморске виле).
- Вила Хигел, резиденција породице Круп у Есену (1873)
- Вила породице Ротшилд у Кенигштајну, Немачка (1888)
- Вила у насељу Лихтерфелде Вест, Берлин, Немачка
- Приморска вила у летовалишту Бинц на Балтику, Немачка
- Лудвиг Мис ван дер Рое, Вила Тугендхат, Брно, Чешка (1928-1930)
- Алвар Алто, Вила Маиреа, Нормарку, Финска (1938-1939)